# 靳志

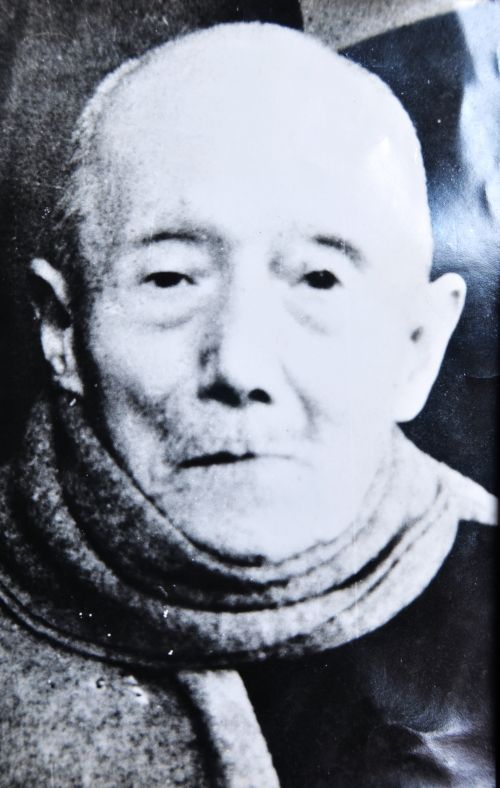
靳志晚年照

靳志（1876年—1969年），字仲雲，室名居易斋，河南省開封府祥符縣人，中國近現代政治人物、书法家。

## 生平
光緒二十九年（1903年），参加光緒癸卯科殿試，登進士三甲第33名。同年閏五月，以主事分部学习。光緒三十年（1904年）11月10日，朝廷批准癸卯科進士靳志赴法國遊學，王世澂、卓寶謀赴英國遊學。 期間，加入同盟会。
民國時，靳志曾在外交部工作。中华人民共和国成立后，任河南省文史馆馆员。

## 著作
工书法，擅诗词。著有《居易斋诗存》十四卷，《居易斋诗余》一卷，《居易斋文存》一卷。

## 家庭
儿子靳文翰。